# Лопес Перейра, Рикардо
Рикардо Лопес Перейра (порт. Ricardo Lopes Pereira; род. 28 октября 1990, Нова-Розаландия, Северный регион) — бразильский футболист, полузащитник клуба «Сувон».

## Биография
Рикарду Лопес начал свою карьеру в клубе низшей региональной лиги «Итуано», где он дебютировал 8 февраля 2012 года в игре Лиги Паулиста против «Ред Булл Брагантино» (1:4). Затем играл в клубах Серии D «Гурупи» и «Глобо», а во второй половине 2014 года играл в аренде в Серии С за «Форталезу».
6 января 2015 Рикарду Лопес стал игроком южнокорейского клуба «Чеджу Юнайтед», к которому он присоединился на правах аренды. В течение одного сезона в «Чеджу» он принял участие в 33 играх чемпионата и забил 11 голов, став лучшим бомбардиром команды. После этого действующий чемпион лиги «Чонбук Хёндэ Моторс» подписал его за 1,5 миллиона долларов США. В новом клубе он забил 13 голов в первом сезоне чемпионата Южной Кореи 2016 года, а во время Лиги чемпионов АФК 2016 он забил три гола, в том числе два гола в полуфинале против «Сеула» и выиграл турнир, обыграв эмиратский клуб «Аль-Айн» в финале. В сезоне 2018 года Рикардо снова забил 13 голов в чемпионате, а также четыре гола в Лиге чемпионов прошлого года, включая два гола в ворота таиландского клуба «Бурирам Юнайтед» в 1/8 финала, но команда вылетела в четвертьфинале от «Сувон Самсунг». В общем с командой бразилец трижды становился чемпионом Южной Кореи.
15 февраля 2020 года Рикарду Лопес присоединился к клубу высшего китайского дивизиона «Шанхай СИПГ». В дебютной игре в китайской Суперлиге 27 июля 2020 он забил дважды в игре против «Тяньцзинь Теда» (3:1), а в следующем туре снова сделал дубль, отличившись голами в игре против «Хэбэя» (4:0).
15 июля 2022 он присоединился к клубу второго японского дивизиона «ДЖЕФ Юнайтед», но до конца сезона не забил за команду ни одного гола в 10 играх.
31 января 2023 подписал контракт с полтавской «Ворсклой». Дебютировал 5 марта 2023 года в матче против луганской «Зари» (2:3).

## Достижения
«Чонбук Хёндэ Моторс»
- Чемпион Республики Корея (3): 2017, 2018, 2019
- Победитель Лиги чемпионов АФК: 2016